# 香港消防處職工總會
香港消防處職工總會（英文：Hong Kong Fire Services Department Staffs General Association，縮寫：FSDSGA），於1949年成立，辦公室設立於香港九龍油麻地廟街47至57號正康大廈3樓A座。至2020年12月，有5486名會員，當中大部份為現時在職消防人員。現任第四十四屆 (2019–2021) 主席為謝學忠。

## 組織
1. 香港消防處職工總會

|              |          | 主席 | 謝 學 忠 |              |          |
| ------------ | -------- | ---- | -------- | ------------ | -------- |
| 副主席(外務) | 聶 元 風 |      |          | 副主席(內務) | 章 漢 光 |
| 秘書         | 吳 志 聰 |      |          | 副秘書       | 黃 家 榮 |
| 財務主任     | 強 頌 偉 |      |          | 副財務主任   | 蘇 耀 剛 |
| 福利主任     | 林 嘉 裕 |      |          | 副福利主任   | 何 景 升 |
| 宣教主任     | 鄧 洪 分 |      |          | 副宣教主任   | 劉 嘉 譽 |
| 康樂主任     | 羅 頌 堅 |      |          | 副康樂主任   | 謝 振 邦 |
| 理事         | 葉 國 榮 |      |          | 理事         | 王 俊 發 |

理事會以下組職
- 榮譽會長會
- 個人裝備及消防工具監測小組
- 48策劃小組，負責統籌及爭取行動組消防人員的工作時間縮減為48小時。

## 歷史
2012年，香港消防處推出了51工作小時的試驗方案。早前香港消防處職工總會在一連兩日的會員大會後，以消防處削減前線人手會危害香港市民及消防人員的生命安全為理由，決定不接受由消防處提議的方案；但是亦有多名前線消防人員及其他香港消防主任協會則對方案表示支持。部分支持方案的前線消防人員認為，消防處職工總會不但立場過於強硬，而且單方面拒絕方案的決定未有經過諮詢全體消防人員。
由於意見、立場不同，在於有人員不滿意消防處及消防處職工總會就消防人員工作時間的爭議中，出現了不尋常的資訊流傳，使到持有不同意見的人員的關係形成對峙，故此成立於2012年9月1日成立香港消防處工時關注組，標榜為不偏不倚的獨立組織，提供平台讓各方的意見可以自由及公正地交流，以期望就爭取達到共識，為到爭持以久的工作時間問題出現新突破，並且冀期以「一人一票」的形式表決是否接納方案。
2012年9月12日，香港消防處工時關注組聯同香港消防主任協會及香港消防控制組職員會召開記者會，並且表達各自立場，同時澄清坊間對新方案的訛傳以正視聽。在記者會上，香港消防處工時關注組指出，香港消防處職工總會不依據會章，以「脅迫手法」扼殺會員的聲音。消防主任協會表示支持香港消防處的建議方案，不認同職工總會採用遊行、靜坐甚至是罷工等過激的手段爭取；消防控制組職員會則指出，香港消防處的建議方案與該會的立場無牴觸，故此不反對試行。此外，香港消防處工時關注組向香港消防處職工總會發出公開信，請求對方以「一會員一問卷」的方式收集意見；職工總會則回應指出，無基礎去接納此建議。
2017年，職工總會成立了榮譽會長會，廣納社會賢達支持，第一屆會長為葉劉淑儀立法會議員 GBS, JP, 周耀明先生BBS, MH, 王文漢博士MH, 陳國基博士MH,周雪茵女士, 黃炳生先生, 許喜平先生, 伍兆緣先生等等

## 相關參見
- 香港消防主任協會
- 香港消防控制組職員會
- 香港消防處工時關注組